# Bray-sur-Somme
Bray-sur-Somme település Franciaországban, Somme megyében. Lakosainak száma 1191 fő (2022. január 1.). Bray-sur-Somme Carnoy-Mametz, La Neuville-lès-Bray, Cappy, Fricourt, Méaulte, Suzanne és Étinehem-Méricourt községekkel határos.

## Népesség
A település népességének változása:
| Lakosok száma | 1194 | 1248 | 1294 | 1276 | 1274 | 1275 | 1247 | 1219 | 1191 |
|               | 2013 | 2015 | 2016 | 2017 | 2018 | 2019 | 2020 | 2021 | 2022 |